# Aardbeving Sulawesi januari 2021
De aardbeving op het eiland Sulawesi vond plaats op 15 januari 2021 om 2.28 uur lokale tijd en had een kracht van 6,2 Mw. Het epicentrum lag ten zuiden van de stad Mamuju.
Het officiële dodental was een dag later gestegen tot 46, maar liep op naar 91 een week later, tot 105 doden en 3 vermisten op 25 januari. Ook waren er meer dan 3.300 gewonden en 94.000 ontheemden. De reddingswerkzaamheden waren extra moeilijk door de coronacrisis.